# Amorphoscelis philippina
Amorphoscelis philippina är en bönsyrseart som beskrevs av Werner 1926. Amorphoscelis philippina ingår i släktet Amorphoscelis och familjen Amorphoscelidae. Inga underarter finns listade i Catalogue of Life.